# Capital G
"Capital G" es una canción de la banda estadounidense de rock industrial Nine Inch Nails, incluida en su quinto álbum de estudio, Year Zero (2007). Fue lanzado el 11 de junio de 2007 como el segundo y último sencillo del álbum, y se publicó un vinilo de edición limitada de nueve pulgadas en el Reino Unido.

## Música y letras
Aunque numerosas reseñas del álbum especularon que "G" podría referirse a la inicial de George W. Bush, presidente estadounidense al momento en que se lanzó el álbum, Trent Reznor afirmó que la "G" significa "codicia" ("greed" en inglés).   
La canción está en formato 12
8 y en la nota re. "Capital G" es una de las canciones con letras más claramente satíricas de NIN, ya que Reznor canta líneas deliberadamente escandalosas, como "no importa una mierda la temperatura en Guatemala / no me voy a preocupar por futuras generaciones" ("don't give a shit about the temperature in Guatemala / ain't gonna worry 'bout no future generations"), en un ritmo aleatorio, terminando ciertas líneas con un repentino aumento de tono.

## Lanzamiento y recepción
"Capital G" no se lanzó con un número Halo debido a la creciente conciencia de Reznor sobre el aumento de precios en la industria discográfica y los supuestos planes de su sello discográfico, Interscope Records, de sobrevalorar los lanzamientos de Halo para aprovecharse de la dedicada base de fans de Nine Inch Nails. 
La canción se escuchó por primera vez en la radio el 4 de abril de 2007. Desde el 27 de abril de ese año, "Capital G" figuró en las listas de Mediabase Jump  y de Taking Off, las que registraron el aumento de la reproducción radiofónica de la pista durante una semana. "Capital G" estuvo oficialmente disponible para su transmisión del 14 al 15 de mayo. 
La canción estuvo disponible para descargarse como una "exhibición" en formato WAV en exterminal.net, un sitio web dentro del juego de realidad alternativa Year Zero que se reveló a los usuarios al descifrar una secuencia en código binario en el disco termocromo de Year Zero al calentarlo.
"Capital G" es el 5° sencillo consecutivo de Nine Inch Nails entre los 10 primeros en la lista de Billboard Hot Modern Rock Tracks. 